# Stellenbosch University Choir

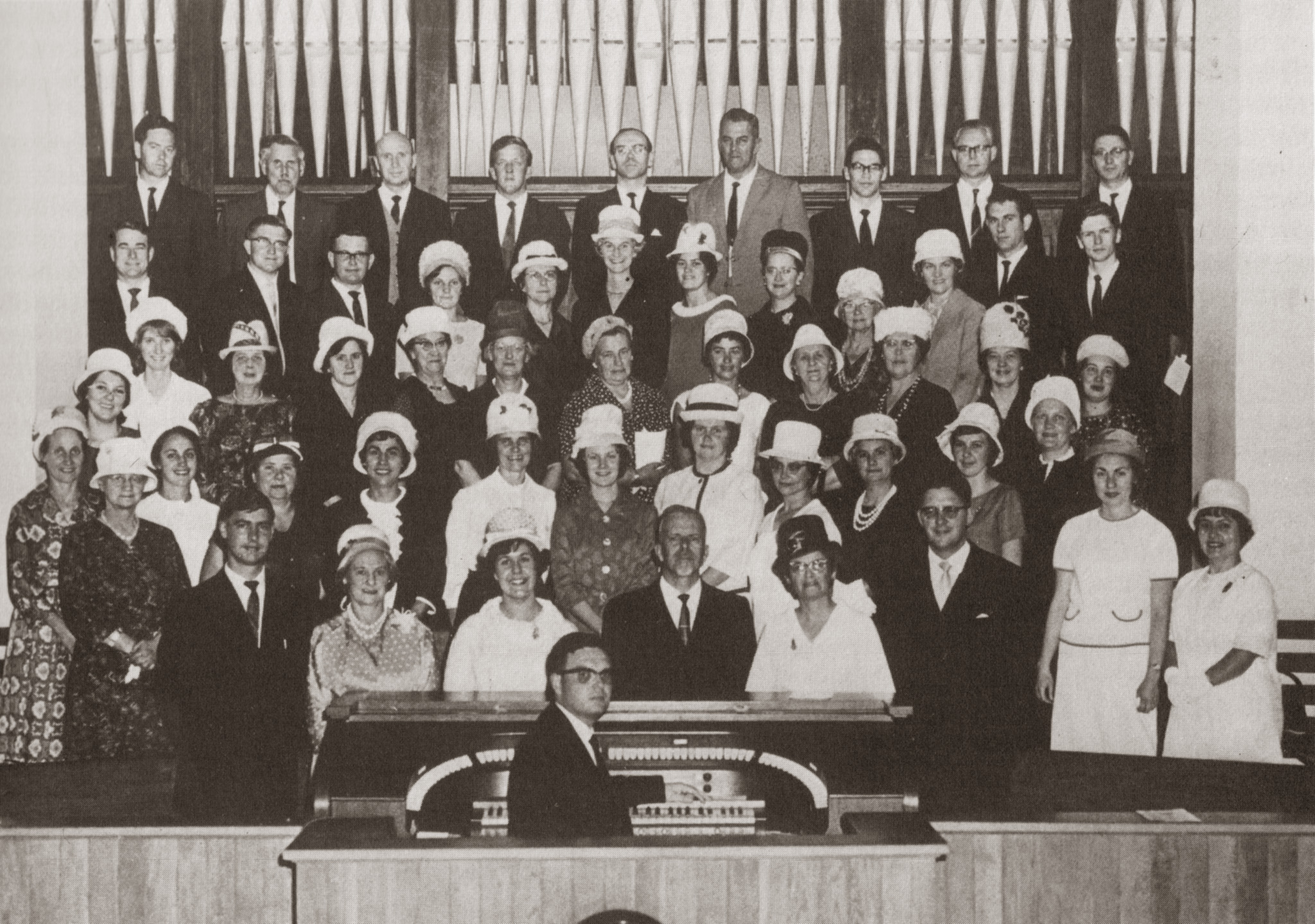
Stellenbosch University Choir (1950er Jahre)

Der Stellenbosch Universitätschor (afrikaans Stellenbosch Universiteitskoor) ist ein Chor der Universität Stellenbosch. Er wurde 1936 gegründet und ist einer der ältesten Chöre in Südafrika. Seit 2003 ist André van der Merve Leiter des Chores. Heute wird der Chor als führender Universitätschor der Welt angesehen. Im Oktober 2016 feierte der Chor seinen 80. Geburtstag.

## Geschichte
Der Chor wurde 1936 von William Morris gegründet und hat sich in der ganzen Welt etabliert.
Der Gründer William Morris blieb bis 1939 Leiter des Chores. Nach Morris unterlag der Chor der Führung von Gawie Cillie (1939–1955), Phillip McLachlan (1956–1975), Johan de Villiers (1976–1984), Acama Fick (1985–1992) und Sonja van der Walt (1993–2002).

## Erfolge

### Interkultur Weltrangliste
Nach dem Weltranglisten-System der INTERKULTUR Foundation ist der Stellenbosch Universitätschor auf Platz 1 mit 1260 von möglichen 1272 Punkten (Stand: August 2019). Der Chor ist außerdem in den Top-10-Platzierungen in den Kategorien Gemischte Chöre (1. Platz), Sakrale Musik und Musik der Religionen (1. Platz) sowie Pop, Jazz, Gospel, Spirituell und Barbershop Chöre (1. Platz) (Stand: August 2019).

### World Choir Games
| Kategorie                                        | Ergebnis                                         | Platzierung                                      |
| 3. World Choir Games, Bremen, Deutschland (2004) | 3. World Choir Games, Bremen, Deutschland (2004) | 3. World Choir Games, Bremen, Deutschland (2004) |
| ------------------------------------------------ | ------------------------------------------------ | ------------------------------------------------ |
| Gemischte Jugendchöre                            | 93,13 (Gold)                                     | Kategoriesieger                                  |
| Folklore A Cappella                              | 85,75 (Gold)                                     | 4. Platz                                         |
| 5. World Choir Games, Graz, Österreich (2008)    |                                                  |                                                  |
| Gemischte Jugendchöre                            | 85,25 (Gold)                                     | 4. Platz                                         |
| Musica Sacra (Offen)                             | 92,13 (Gold)                                     | Kategoriesieger                                  |
| Gospel & Spirituelles (Offen)                    | 92,13 (Gold)                                     | 2. Platz                                         |
| 6. World Choir Games, Shaoxing, China (2010)     |                                                  |                                                  |
| Gemischte Chöre                                  | 95,75 (Gold)                                     | Kategoriesieger                                  |
| Musica Contemporanea                             | 90,88 (Gold)                                     | Kategoriesieger                                  |
| 7. World Choir Games, Cincinnati, Ohio (2012)    |                                                  |                                                  |
| Gemischte Chöre                                  | 93,50 (Gold)                                     | Kategoriesieger                                  |
| Musica Sacra                                     | 96,88 (Gold) *                                   | Kategoriesieger                                  |
| Populäre Chormusik                               | 91.25 (Gold)                                     | 2. Platz                                         |
| 8. World Choir Games, Riga, Lettland (2014)      |                                                  |                                                  |
| Gemischte Chöre                                  | 99,00 (Gold) *                                   | Kategoriesieger                                  |
| Musica Sacra mit Begleitung                      | 95,63 (Gold)                                     | Kategoriesieger                                  |
| Spirituell                                       | 98,38 (Gold) *                                   | Kategoriesieger                                  |
| 9th World Choir Games, Sochi, Russland (2016)    |                                                  |                                                  |
| Musica Sacra A Cappella                          | 92,75 (Gold)                                     | Kategoriesieger                                  |
| Musica Contemporanea                             | 98.25 (Gold)                                     | Kategoriesieger                                  |
| Spirituell                                       | 96,88 (Gold)                                     | Kategoriesieger                                  |

* Rekord bei den World Choir Games

### Weiteres
Bei den 9. World Choir Games 2016 wurde der Chor mit dem Hänssler-INTERKULTUR CD Award als bester Chor der Veranstaltung ausgezeichnet. Die Auszeichnung beinhaltet einen Plattenvertrag mit dem Plattenlabel Hänssler Classic.
Beim 2018 Llangollen International Musical Eisteddfod in Wales trat der Chor in den Kategorien Open, Youth und Mixed Choirs an und gewann alle drei Kategorien.